# 1693 Hertzsprung
1693 Hertzsprung este un asteroid din centura principală, descoperit pe 5 mai 1935, de Hendrik van Gent.